# Сборная Словакии по кёрлингу на колясках
Смешанная сборная Словакии по кёрлингу на колясках — национальная сборная команда (в которую могут входить как мужчины, так и женщины), представляет Словакию на международных соревнованиях по кёрлингу на колясках. Управляющей организацией выступает Ассоциация кёрлинга Словакии (словац. Slovenský curlingový zväz, англ. Slovak Curling Association).

## Результаты выступлений

### Зимние Паралимпийские игры
| Год       | Место          | И              | В              | П              | Состав |
| --------- | -------------- | -------------- | -------------- | -------------- | --- |
| 2006—2010 | не участвовали | не участвовали | не участвовали | не участвовали | не участвовали |
| 2014      | 6              | 9              | 4              | 5              | Радослав Дюриш (скип), Бранислав Якубец, Дюшан Питоняк, Моника Кункелова, запасной: Алёна Канова, тренер: Франтишек Питоняк                    |
| 2018      | 9              | 11             | 4              | 7              | Дюшан Питоняк (4-й), Радослав Дюриш (скип), Петер Затько, Моника Кункелова, запасной: Imrich Lyocsa, тренеры: Франтишек Питоняк, Павол Питоняк |
| 2022      | 4              | 12             | 7              | 5              | Петер Затько, Радослав Дюриш (скип), Дюшан Питоняк, Моника Кункелова, запасной: Алёна Канова, тренер: Франтишек Питоняк                        |

(данные отсюда:)

### Чемпионаты мира
| Год       | Место          | И              | В              | П              | Состав |
| --------- | -------------- | -------------- | -------------- | -------------- | --- |
| 2006—2011 | не участвовали | не участвовали | не участвовали | не участвовали | не участвовали |
| 2012      | 4              | 12             | 7              | 5              | Радослав Дюриш (скип), Бранислав Якубец, Дюшан Питоняк, Моника Кункелова, Алёна Канова                                                             |
| 2013      | 7              | 10             | 4              | 6              | Радослав Дюриш (скип), Бранислав Якубец, Дюшан Питоняк, Моника Кункелова, Алёна Канова                                                             |
| 2015      | 4              | 12             | 6              | 6              | Радослав Дюриш (скип), Бранислав Якубец, Дюшан Питоняк, Моника Кункелова, Imrich Lyocsa                                                            |
| 2016      | 9              | 10             | 3              | 7              | Радослав Дюриш (скип), Дюшан Питоняк, Петер Затько, Моника Кункелова, Imrich Lyócsa (запасной)                                                     |
| 2019      | 6              | 12             | 6              | 6              | Радослав Дюриш (скип), Дюшан Питоняк, Imrich Lyócsa, Моника Кункелова, Петер Затько (запасной), Франтишек Питоняк (тренер), Milan Bubenik (тренер) |
| 2021      | 10             | 11             | 3              | 8              | Радослав Дюриш (скип), Дюшан Питоняк, Петер Затько, Моника Кункелова, Imrich Lyócsa (запасной), Франтишек Питоняк (тренер)                         |
| 2022—2023 | не участвовали | не участвовали | не участвовали | не участвовали | не участвовали |
| 2024      | 7              | 11             | 5              | 6              | Петер Затько, Радослав Дюриш (скип), Душан Питоняк, Моника Кункелова, Adrian Durcek (запасной), Даниэла Матулова (тренер), Milan Bubenik (тренер)  |
| 2025      | 4              | 14             | 6              | 8              | Петер Затько, Радослав Дюриш (скип), Adrian Durček, Моника Кункелова, Betty Vorosova (запасной), Даниэла Матулова (тренер), Milan Bubenik (тренер) |

(данные отсюда:)

### Квалификационные турниры на чемпионаты мира
| Год     | Место | И | В | П | Состав                                                                                 |
| ------- | ----- | - | - | - | -------------------------------------------------------------------------------------- |
| 2008/09 | 10    | 9 | 0 | 9 | Радослав Дюриш (скип), Дюшан Питоняк, Бранислав Якубец, Алёна Канова, Imrich Lyocsa    |
| 2010/11 | 6     | 8 | 3 | 5 | Радослав Дюриш (скип), Дюшан Питоняк, Бранислав Якубец, Алёна Канова, Моника Кункелова |
| 2011/12 | 1     | 9 | 6 | 3 | Радослав Дюриш (скип), Бранислав Якубец, Дюшан Питоняк, Моника Кункелова               |

(данные отсюда:)